# Schloss Kurtwitz

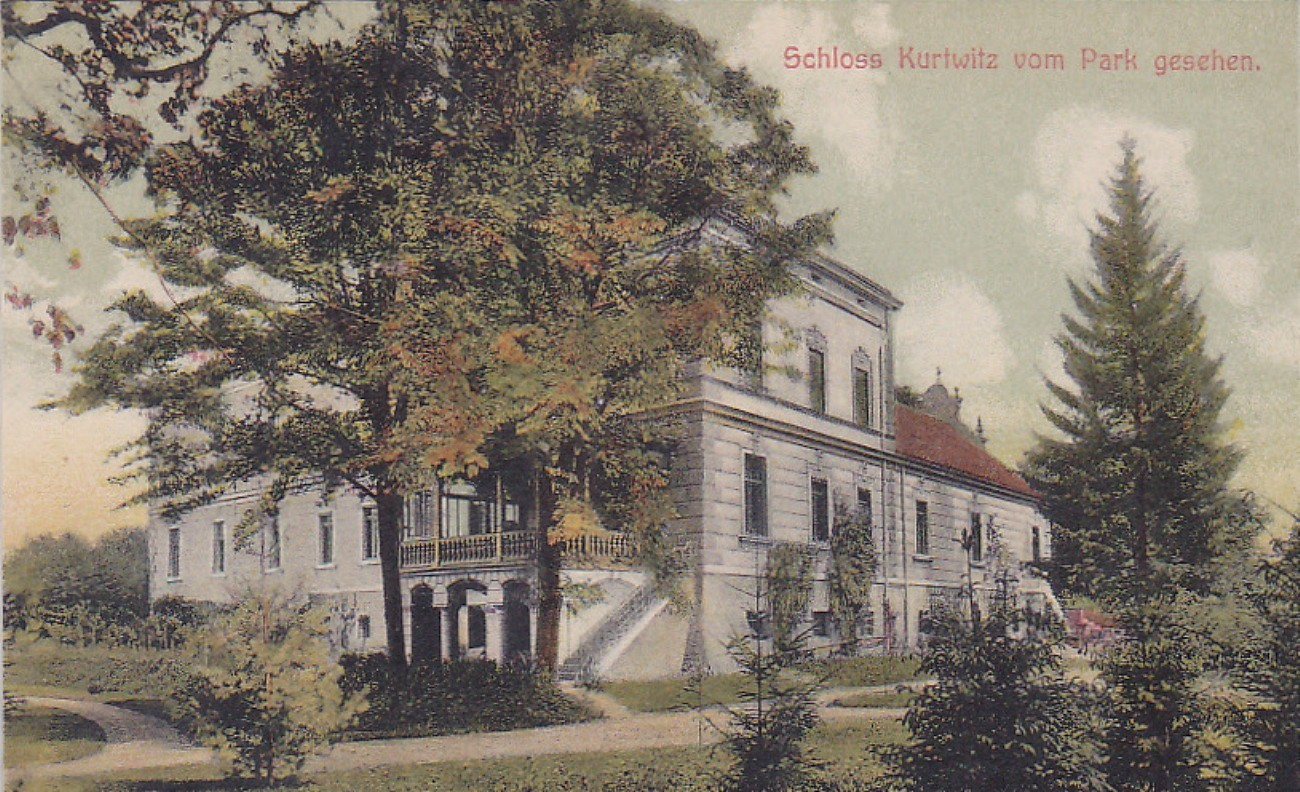
Schloss Kurtwitz auf einer Postkarte

Das Schloss Kurtwitz (polnisch Pałac w Kondratowicach) ist ein Schloss in Kondratowice (deutsch Kurtwitz) im Powiat Strzeliński in der Woiwodschaft Niederschlesien in Polen.

## Geschichte
Im 15. Jahrhundert entstand an der Stelle des heutigen Schlosses eine Wasserburg, die sich später zu einem Festen Haus entwickelte. Dieses war im Besitz des Freiherrn August von Liegnitz (1627–1679), einem Sohn des Brieger Herzogs Johann Christian von Brieg. Da August der nicht standesgemäßen Ehe seines Vaters mit Anna Hedwig von Sitzsch (1611–1639) entstammte, war er nicht erbberechtigt und durfte den Herzogstitel nicht führen.
Nach 1700 wurde auf den Grundmauern des alten Hauses ein Barockschloss mit drei Flügeln errichtet. Dieses gelangte gegen Ende 18. Jahrhundert an den Grafen von Zierotin. 1868 wurde es vom Rittergutsbesitzer August Andreas Rohde erworben, der in Kurtwitz eine Zuckerrübenfabrik errichten ließ. 1891 veranlasste er einen umfangreichen Umbau des Schlosses im Stil des Neoklassizismus und der französischen Neorenaissance. Seine Nachkommen besaßen das Schloss bis 1945.
Zusammen mit fast ganz Schlesien fiel Kurtwitz 1945 an Polen. Das Schloss wurde als Verwaltungssitz einer Landwirtschaftlichen Produktionsgenossenschaft übergeben. Später wurde es als Kindergarten, Gemeindehaus und Kulturhaus genutzt. 1973 wurde es renoviert. Erst im Jahre 2003 wurde es unter Denkmalschutz gestellt. Heute gehört das Schloss einem deutschen Saatzuchtunternehmens und ist in sehr gutem Zustand.